# E82 (trasa europejska)
E82 – trasa europejska biegnąca przez Hiszpanię i Portugalię. Zaliczana do tras pośrednich wschód-zachód droga łączy Tordesillas z Porto.

## Stary system numeracji
Do 1985 obowiązywał poprzedni system numeracji, według którego oznaczenie E82 dotyczyło trasy Piotrków – Warszawa. W Polsce nie miała wówczas osobnego numeru krajowego i była oznaczana jako droga międzynarodowa E82.